# Corrida Internacional de São Silvestre de 1954
A Corrida Internacional de São Silvestre de 1954 foi a 30ª edição da prova de rua, realizada no dia 31 de dezembro de 1954, no centro da cidade de São Paulo, a largada aconteceu as 23h30m, a prova foi de organização da Cásper Líbero e A Gazeta Esportiva.
O vencedor foi o iugoslavo Franjo Mihalic, com o tempo de 23m00, em seu bicampeonato.

## Percurso
Av. Cásper Líbero até o Edifício Palácio da Imprensa – Rua da Conceição, com 7.400 metros.

## Resultados

#### Masculino
- 1º Franjo Mihalic (Iugoslávia) - 23m00s

### Participações
- Participantes: 1915 atletas
- Chegada: 282 atletas chegaram 5 minutos após a passagem do campeão.[3]

## Ligações Externas
- Sítio Oficial (em português)